# Páli
O páli (पाळि, transliterado pāḷi; significando "linha" e, por extensão, "texto", então "língua do texto".) é uma língua litúrgica utilizada na escola Teravada do budismo. Pertence ao tronco linguístico indo-europeu. É uma língua antiga indiana, próxima daquela falada pelo Buddha.
Pode-se dizer que o páli é uma forma simplificada de sânscrito. A sua fama advém de ser a língua na qual foram registradas as escrituras do budismo teravada, conhecidas como o cânone páli, no Sri Lanca no século I a.C.. A língua teve representação escrita numa variedade de sistemas de escrita, do brami ao devanagari e outros sistemas de escrita índicos até uma forma romanizada desenvolvida por T. W. Rhys Davids, da Pali Text Society.
Porém, autores dizem que budistas da escola Teravada acreditam que o páli foi a língua falada por Buda. Foi criada por Sidarta Gautama, o fundador do budismo, por volta do século V a.C. para redigir seus sermões a partir do magádi popular, que era uma forma não erudita (ou prácrito) do magádi utilizada pelas pessoas mais pobres do antigo Reino de Mágada.  Entretanto, é incerto se ela sequer chegou a ser de fato uma língua falada. Muitos pesquisadores mantêm que era uma língua puramente literária criada a partir de alguns dialetos hindus, sendo o magádi (língua do Reino de Mágada) um dos mais prováveis ancestrais.

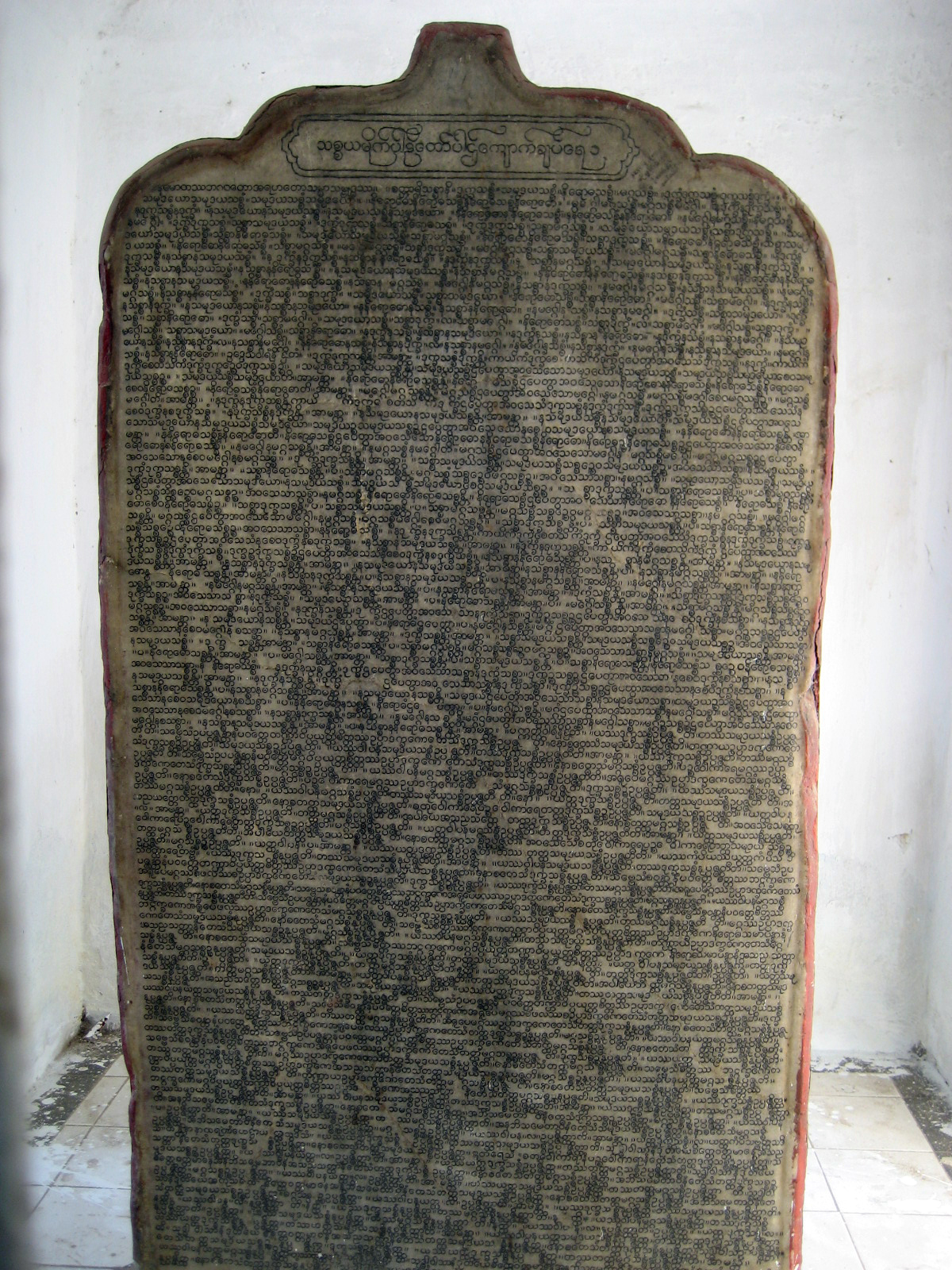
Placa de mármore com trecho do Tripitaca escrito em páli